# Бахор, Фируз
Фируз Бахор (настоящие имя и фамилия — Фируз Хаджиевич Ахмедов) (19 ноября 1942, Душанбе) — таджикский и советский композитор. Член Союза композиторов СССР (с 1971) и Союза кинематографистов СССР (с 1976). Секретарь Союза композиторов Таджикистана (с 1976). Заслуженный работник культуры Таджикской ССР (1990). Лауреат премии Ленинского комсомола Таджикистана (1977).

## Биография
Родился в семье оперных певцов. В 1963—1966 учился по классу фортепиано в музыкально-педагогическом институте им. Гнесиных в Москве .
Затем — композиторский факультет Ташкентской государственной консерватории (1971), в 1967—1971 — преподавал в музыкальной школе в Ташкенте. С 1971 — преподаватель Душанбинского педагогического института им. Т. Г. Шевченко.
С 1976 года — секретарь Союза композиторов Таджикистана. В 1986-1996 выступил с рядом концертов в СССР (Москва, Киев, Новосибирск, Душанбе) и за рубежом (Англия), участвовал в концертах советских композиторов в Италии.
С 1994 постоянно проживает в ФРГ. Бывает в Таджикистане.

## Творчество
Автор симфоний, симфонической поэмы «Мараканда», камерно-инструментальных сочинений; им написаны прелюдии и фуги для фортепиано, кантаты, песни.
Автор цикла из 24 прелюдий и фуг «Рисунки по шелку». Цикл удостоен Первой премией на Международном конкурсе композиторов имени С. С. Прокофьева (2008).
Автор музыки к драматическим спектаклям, художественным и документальным фильмам.
- Симфония № 1 (1971)
- Симфония № 2 (1976)
- Симфония № 3 (1980)
- Симфония No. 4 "Бузург" (посвящается Авиценне)(1980-1981)

## Фильмография

### Художественные и телевизионные фильмы
- «Беглец» (1968),
- «Требуется тигр» (в соавторстве с Б. Н. Рычковым, 1974),
- «Краткие встречи на долгой войне» (в соавторстве, 1975),
- «Семейные дела Гаюровых» (1975),
- «Кто поедет в Трускавец» (1976),
- «Скажи, что любишь меня!» («Азербайджанфильм», 1977)
- «А счастье рядом» (1978),
- «Юности первое утро» (1980),
- «Сегодня и всегда» (1982),
- «На перевале не стрелять!» (1983),
- «Семейные тайны» (1983),
- «Позывные: «Вершина»» (1984),
- «Говорящий родник» (1985),
- «Хромой дервиш» (1986),
- «Дополнительный прибывает на второй путь» (1986),
- «Куда вёл след динозавра» (1988),
- «Мужчина и две его женщины» (1991).

### Документальные фильмы
- «Страда-78» (1978),
- «Авиценна» (1980),
- «Искусство Таджикистана» (1982).